# 石黒不二代
石黒 不二代（いしぐろ ふじよ、女性、1958年2月1日 - ）は、日本の経営者。ネットイヤーグループ株式会社の共同創業者で元代表取締役社長兼CEO。経済産業省IT経営戦略会議委員、経済産業省産業構造審議会情報分科会委員。BSテレビ東京番組審議会委員。セガサミーホールディングス取締役。三井物産取締役。東海国立大学機構経営協議会委員。

## 人物
愛知県一宮市出身。一宮市立北部中学校、愛知県立中村高等学校、名古屋大学経済学部卒業。スタンフォード大学経営大学院修了。

### 経歴
製函機製造会社経営の家に生まれる。1980年、名古屋大学経済学部卒業。8か月間ほどアルバイトに従事。1981年1月、ブラザー工業株式会社入社、米国向けOEMや欧州向けディストリビューション戦略など海外マーケティング業務に就く。1987年、キャリアアップの転職を決意し外資系企業の面接を受けるが、面接担当者に「当社はMBA所持者以外採用しない」と言われ衝撃を受ける。1988年1月、株式会社スワロフスキー・ジャパン入社後、新規事業担当マネージャーに就く。結婚して1児をもうけるも育児と仕事に疲れ、手助けのために上京した母親が一ヶ月後に膵臓がんで死去後、MBA取得を決意し毎朝5時から受験勉強する。1992年、スタンフォード大学ビジネススクールに2歳の子を連れて留学。同大経営学修士(MBA)修得。
1994年9月、アメリカ・シリコンバレーのコンサルティング会社Alphametrics Inc.社長。1999年1月、Netyear Group, Inc.取締役。1999年7月、ネットイヤーグループ株式会社取締役、2000年5月より現職。2006年1月、トリビティー株式会社(現ネットイヤーゼロ株式会社)取締役。2006年10月、株式会社電通ネットイヤーアビーム取締役。2009年1月、株式会社トライバルメディアハウス取締役。2013年損害保険ジャパン監査役。2014年マネックスグループ取締役、ホットリンク取締役。2015年損保ジャパン日本興亜取締役。
2002年、2010年、名古屋大学工学部客員教授として「大学生のための職業論」を講義。
2020年、東海国立大学機構経営協議会委員。
2021年、ネットイヤーグループ取締役、ウイングアーク1st取締役、セガサミーホールディングス取締役。
2022年、商工組合中央金庫取締役。
2023年、三井物産取締役。
- 社員に自分のことを「社長」と呼ぶことを禁止しているため、「石黒さん」と呼ばれている。
- 子供はスタンフォード大学に留学中。
- 社運を掛けた商談で長時間議論の際、保育園に子供を迎えに行く時間になり恐る々々相手に話すと、「なんてことだ、それは気づかなかった！」と議論を終えることが出来た。[1]